# 科穆宁家族
科穆宁家族（希腊语：Κομνηνοί）有时也译为康尼努斯家族，是1057年-1059年、1081年-1185年统治东罗马帝国的一个贵族家族，并一直统治着特拉比松帝国。通过与杜卡斯家族、安格洛斯家族、巴列奥略家族以及其它贵族家庭的联姻，自阿莱克修斯一世后几乎拜占庭所有的主要贵族家族都或多或少的和科穆宁家族有血缘联系。

## 起源
米海爾·普塞洛斯认为科穆宁家族起源于色雷斯的“科穆宁村（the village of Komne）”，常被认为是后来14世纪的拜占庭皇帝约翰六世以“科穆宁的田野（Κομνηνῆς λειμῶνας）”为名提及的地区，这是现代史学界普遍认同的观点。第一个有记载的家族成员，曼努埃尔·厄洛提科斯·科穆宁在帕夫拉戈尼亚的卡斯塔莫努获得了大量土地，使得这里成为了11世纪时科穆宁家族的大本营。科穆宁家族因此迅速成为安纳托利亚中有实力、声望高的军事贵族家族之一，因此也有认为科穆宁家族起源于“东方”的说法。
17世纪的法国学者Du Cange认为科穆宁家族是跟随君士坦丁大帝去君士坦丁堡的罗马贵族的后裔，尽管对于11-12世纪的拜占庭贵族家族这种关系是比较常见的，如与科穆宁家族有密切关联的杜卡斯家族，但在拜占庭的一手资料中完全没有支持Du Cange的观点的记载。1924年，罗马尼亚历史学家乔治·Murnu提出科穆宁家族有阿罗马尼亚人血统的观点，这个观点也已被证明是错误的。现代历史学家普遍认为科穆宁家族的祖先完全是希腊人。
曼努埃尔·厄洛提科斯·科穆宁是伊萨克一世与约翰·科穆宁的父亲，是阿莱克修斯一世的祖父。

## 开创科穆宁王朝
伊萨克一世原是米海尔六世手下的东方军队长官。1057年伊萨克领导了反对米海尔六世的政变并加冕为皇帝。由于伊萨克在一次对抗匈牙利与佩切涅格人的战斗中获得胜利后险些被雷电劈中，回到君士坦丁堡后又经历一次大病，他认为自己遭到了上帝的惩罚，于是1059年时他就自行退位并成为僧侣，并遭到贵族们的胁迫被迫指定杜卡斯家族的君士坦丁十世继承皇位而不是他原先计划的人选即弟弟约翰。尽管伊萨克的统治仅持续了两年，但伊萨克在这期间推行了许多有效的改革。此后杜卡斯王朝的诸个家族接替了科穆宁家族的统治，直到1081年伊萨克一世的侄子阿莱克修斯一世加冕为皇帝，皇位回到了科穆宁家族手里。
在这期间，许多显贵的、曾经拥有皇位的贵族家族，如伊苏里亚家族与阿爾吉羅斯家族，似乎从帝国政局上消失了。由于马其顿家族绝嗣后造成的帝国政局动荡与帝国遭到塞尔柱突厥人、佩切涅格人、诺曼人等外敌侵略，这些家族的后代纷纷移居国外，并和格鲁吉亚、罗斯、法国、波斯、意大利、德国、波兰、匈牙利等国家和地区的本地贵族家族联姻以在当地站稳脚跟，这使得科穆宁家族更加轻易的获得皇位。
科穆宁家族再次获得皇位后，他们维持与先前统治帝国的杜卡斯家族的联合：阿莱克修斯的妻子，君士坦丁十世的侄孙女伊琳娜·杜卡伊娜被加冕为皇后。此后，通过此次联姻联合起来的这两个家族经常被以“Komnenodoukai”一起提及，并且一些这两个家族的后代把这两个姓都留在了名字里。阿莱克修斯与伊琳娜的第四女狄奥多拉·科穆宁娜嫁给了君士坦丁·安格洛斯，这在一定程度上促成了她的孙子，安格洛斯家族的伊萨克二世和阿莱克修斯三世后来成为了皇帝。此外许多帝国晚期的显贵的贵族家族与科穆宁家族、杜卡斯家族都有血缘联系，如拉斯卡利斯家族、维塔斯家族、巴列奥略家族。

## 科穆宁皇帝的统治
拜占庭帝国在阿莱克修斯与他的继承者的统治下恢复了繁荣与稳定。阿莱克修斯在击败巴尔干方向的敌人诺曼人、佩切涅格人后向西方求援以反击突厥人得举动也成为了引发十字军东征的缘由之一，在他统治期间第一次十字军东征取得胜利，十字军为帝国收复了塞尔柱突厥人在阿莱克修斯即位前夺取的安纳托利亚西部的部分地区并在东方建立起十字军国家。科穆宁家族及其治下的帝国也很大程度上被卷进十字军国家的事务中，并与这些国家的统治者联姻：比如，曼努埃尔一世的侄女狄奥多拉·科穆宁娜嫁给了耶路撒冷国王鲍德温三世；曼努埃尔的侄孙女玛利亚·科穆宁娜嫁给了耶路撒冷国王阿马尔里克一世。阿莱克修斯把居所与行政中心从大皇宫移至布拉赫奈宫[a]。在经济上，阿莱克修斯于1092年实行经济改革，重建了货币系统。支撑着军区制的农兵制在巴西尔二世统治期间及之后遭到了严重破坏，阿莱克修斯确立了普罗尼亚制以取代农兵制，以极低的代价重建了内战中破坏殆尽的基层管理系统，重新构建起国家的基础。阿莱克修斯也十分热衷于宗教事务，他的统治以严酷迫害异端波格米勒派与保罗派而著称。阿莱克修斯统治了37年。
阿莱克修斯的长子约翰二世于1118年继位，在挫败了后来成为历史学家的他的姐姐安娜·科穆宁娜的篡位阴谋后巩固了皇位。约翰继位后拒绝承认其父与威尼斯签订的授予贸易特权的条约，在帝国海军力量薄弱的情况下，这导致威尼斯舰队洗劫了爱琴海的诸多岛屿，约翰只得被迫妥协。此后约翰在在巴尔干方向击败了佩切涅格人、匈牙利人和塞尔维亚人，并在收复了被突厥人侵占的安纳托利亚西部与沿海地区，这使得罗姆苏丹直到约40年后在密列奥塞法隆战役中击败拜占庭军队之后才再度派军入侵帝国领土。由于刚即位时科穆宁家族内的反对约翰登基的阴谋活动，约翰没有将皇室成员任命大部分军政要职，他委以挚友约翰·阿克苏赫要职，并提拔了许多有能力但先前政治上收到排挤的人才。约翰并没有如同他的父亲一样热衷于宗教，他参与了宗教与慈善事业，修建了许多教会建筑，如潘托克拉托尔基督修道院。约翰在率军驻扎在西利西亚的托鲁斯山脉时在一次打猎中被一支毒箭伤到了他的手，他在几天后便去世了。约翰统治了25年。
约翰在临终前立跟随他行军到西利西亚的幼子曼努埃尔为继承人，曼努埃尔于1143年继位。曼努埃尔继续了约翰在东方的事业，发动了数次削弱罗姆苏丹的远征，使得安条克公国成为帝国的附庸并使得耶路撒冷王国实际上成为帝国的卫星国，并一度与耶路撒冷王国联合进攻法蒂玛王朝治下的埃及但最终失败。在第二次十字军东征期间，他使帝国躲避了十字军带来的威胁并使他们顺利通过。在西方，曼努埃尔再次击败了匈牙利和塞尔维亚并夺取几乎整个亚得里亚海东岸；并对西西里王国发动了入侵试图收复南意大利，但没有成功。曼努埃尔为了彻底解决了其父留下的威尼斯问题组建一支庞大的海军，并在1171年突然与威尼斯断交，并且逮捕了帝国全境内两万多名威尼斯人，其货物、船只和商品均被没收；随后曼努埃尔派遣舰队击败了入侵爱琴海的威尼斯舰队。在曼努埃尔统治时期，帝国的经济复苏并兴盛繁荣，此时的帝国比希拉克略时萨珊波斯入侵帝国后五百多年里的任何时期都要更为富庶和繁荣。曼努埃尔于1176年试图攻占罗姆苏丹首都科尼亚时在密列奥塞法隆战役遭到挫败，尽管帝国军队在门德雷斯河谷战役挽回了损失，但曼努埃尔的精神在极端的自负与自贬中波动，他的健康也迅速恶化，最终在1180年因伤寒去世。曼努埃尔统治了37年。
由于阿莱克修斯和约翰子女众多，科穆宁家族掌控皇位的期间家族人数迅速扩大。由于拜占庭帝国的皇位继承并没有一个确定的继承顺位，即便不考虑与前任皇帝无血缘关系的文官集团、军事贵族发动政变夺取皇位的可能，许多有血缘关系的亲戚甚至同一家族成员都可以正当的宣称皇位，前任皇帝指定的自己的继承人必须更加依靠自己的个人能力和权力来巩固皇位。曼努埃尔的统治结束后由于其子阿莱克修斯二世年幼而他的摄政者也就是其母即曼努埃尔的第二任皇后安条克的玛丽能力有限，帝国内部迅速陷入了阴谋横行的境地，外部则遭到匈牙利、威尼斯、罗姆苏丹的进攻。阿莱克修斯仅做了3年皇帝就被他的堂叔安德洛尼卡·科穆宁推翻并杀害。安德洛尼卡一世试图拔除普罗尼亚制提拔起的拥有地方军政大权的土地贵族，他可能试图恢复马其顿王朝时期文官集团、军事贵族与宦官集团平衡并相互制约的局面而阻挡帝国的封建化进程，但安德洛尼卡的统治只是以暴力、阴谋和可怕的残酷方式而进行，如大规模逮捕和屠戮政见不合的人，这导致科穆宁家族内部、贵族、市民对他的一致不满。安德洛尼卡统治了2年，他被受到君士坦丁堡市民支持的安格洛斯家族的伊萨克二世推翻并被市民杀害。

## 之后
安格洛斯王朝的统治被1204年的第四次十字军东征推翻，在十字军占领君士坦丁堡的数周之前，安德洛尼卡的孙子阿莱克修斯·科穆宁与其弟大卫·科穆宁逃回了科穆宁家族在帕夫拉戈尼亚的领地，并在格鲁吉亚女王塔瑪麗的支持下在黑海沿岸直到本廷山脉的内陆地区建立了特拉比松帝国。在统治特拉比松的257年间，科穆宁家族自称为“大科穆宁”或译作“梅加斯·科穆宁”。特拉比松帝国在1206年至1214年间失去锡诺普及以西的领土给尼西亚帝国及罗姆苏丹后仍然维持着繁荣，直到阿莱克修斯二世于1330年去世后特拉比松开始陷入内乱和衰落，领土逐步缩小到仅剩特拉比松及附近地区。1461年，皇帝大卫向率军进攻帝国的奥斯曼苏丹穆罕默德二世投降，特拉比松帝国灭亡。大卫和他的长子、次子在1463年被穆罕默德二世斩首。奥斯曼苏丹穆罕默德三世之子蘇丹葉海亞的母亲据说是一位特拉比松公主。
科穆宁家族的一个分支，科穆宁·杜卡斯家族的米海尔一世于1204年建立了伊庇鲁斯专制国，伊庇鲁斯专制国在1479年被奥斯曼帝国所灭。科穆宁·杜卡斯家族的海伦·杜卡伊娜·科穆宁娜，嫁给了德·拉罗什家族的雅典公爵盖伊一世，使得雅典公爵也具有了科穆宁家族的血统。
安德洛尼卡一世统治期间，科穆宁家族内的伊萨克·科穆宁背叛了安德洛尼卡，1184年他使得塞浦路斯独立并自称皇帝。伊萨克在塞浦路斯的统治持续到1191年，在第三次十字军东征期间英格兰国王理查一世夺取了塞浦路斯。
第四次十字军东征后拉斯卡利斯家族建立了尼西亚帝国。1261年尼西亚帝国收复君士坦丁堡，重建了拜占庭帝国，这时帝国的统治家族是与科穆宁家族有紧密血缘联系的巴列奥略家族。巴列奥略家族一直统治着重建的帝国直到1453年帝国被奥斯曼帝国灭亡。
此外，灭亡拜占庭帝国、特拉比松帝国的奥斯曼苏丹穆罕默德二世自己也对外宣称他是科穆宁家族的約翰·策萊佩斯·科穆寧的后代。
科穆宁家族最后一个有记载的后代常被认为是约翰·科穆宁·Molyvdos，一位生活在奥斯曼帝国治下的希腊人，是一位杰出的学者和内科医生。约翰先后成为西代和锡利斯特拉的都主教，最终于1719年去世。他对外自称是先前统治特拉比松的科穆宁家族的后代，但他很可能仅是某个支系的后代。

## 科穆宁家族在西欧、波斯的后代
伊琳娜·安杰丽娜，伊萨克二世的女儿、阿莱克修斯一世的玄孙女，嫁给了德意志国王（罗马人民的国王）施瓦本的菲利普[b]。许多后来西欧的王室成员与贵族家族成员都能追溯祖先到这次联姻。
狄奥多拉·梅加斯·科穆宁娜，特拉比松的约翰四世的女儿，嫁给了白羊王朝统治者烏尊哈桑并改名为蒙古名字Despina Khatun，她是后来统治波斯的萨法维王朝开创者伊斯玛仪一世的外婆。

## 资料来源
- Cameron, Averil (Ed.) (2003) Fifty Years of Prosopography: The Later Roman Empire, Byzantium and Beyond, Oxford University Press.
- Kazhdan, Alexander (编). . Oxford University Press. 1991. ISBN 978-0-19-504652-6.
- Varzos, Konstantinos.   [The Genealogy of the Komnenoi]. Thessaloniki: Centre for Byzantine Studies, University of Thessaloniki. 1984 （希腊语）., Vols. A1, A2 & B